# Splintercompositum
Een splintercompositum is een samengesteld woord. Anders dan gewone samenstellingen wordt het echter niet gevormd door samenvoeging van volledige woorden; een splintercompositum kan ofwel bestaan uit louter woordfragmenten, dan wel uit een of meerdere woordfragmenten in combinatie met een volledig woord of volledige woorden.

## Splintercomposita
- Het woord Europarlement is een splintercompositum:

Europa + parlement > Europarlement.
Van het woord Europa is slechts de "splinter" Euro- gebruikt, die geen op zichzelf staand woord is.
- Het woord groenteburger is een splintercompositum:

groente + hamburger > groenteburger.
Van het woord hamburger is slechts de "splinter" -burger gebruikt, die (in deze betekenis) geen op zichzelf staand woord is. Overigens lijkt dit burger wel een opmars te maken als zelfstandig woord, doordat het zo vaak in dergelijke samenstellingen wordt gebruikt.
- De woorden horeca en holebi zijn ook splintercomposita:

hotel + restaurant + café.
homoseksueel + lesbienne + biseksueel.
Van alle drie de samenstellende delen zijn slechts "splinters" gebruikt, in dit geval van elk woord alleen de eerste lettergreep, die elk voor zich geen op zichzelf staande woorden zijn. In dit geval, waarin alleen beginlettergrepen optreden, spreekt de Woordenlijst Nederlandse Taal (het Groene Boekje) van "verkortingen".

## Geen splintercomposita
- Een woord als mediatheek is geen splintercompositum. Weliswaar ontstaat het op dezelfde wijze als een splintercompositum:

media + (biblio)theek > mediatheek,
maar het vormdeel (morfeem) -theek is geen splinter. Dit kunnen we nagaan door bibliotheek nader te beschouwen. Dat is een samengesteld woord, bestaande uit de twee morfemen biblio- + -theek. Anders dan -burger hierboven, is dit -theek een min of meer zelfstandig element in samenstellingen, zoals bibliotheek, hypotheek. Het heeft ook een eigen wortel in het Grieks. Daarom is mediatheek een nieuwere, maar vergelijkbare samenstelling; het maakt gebruik van een morfeem, niet van een splinter die zich van een ander woord heeft "losgemaakt".

## Verdere lectuur
- Meesters, Gert (2004) Marginale morfologie in het Nederlands: paradigmatische samenstellingen, neoklassieke composita en splintercomposita. Studies op het gebied van de Nederlandse taalkunde nr. 3. Gent: Koninklijke Academie voor Nederlandse Taal- en Letterkunde. ISBN 90-72474-55-4